# 1e Legerkorps (Unie)
Het 1e Legerkorps (Eerste Korps) was de naam van drie verschillende legerkorpsen die in de Amerikaanse Burgeroorlog tussen 1862 en 1864 aan de kant van de Noordelijken vochten. Twee van deze eenheden, respectievelijk onderdeel van het "Army of the Ohio"/"Army of the Cumberland" (Leger van de Ohio/Leger van de Cumberland, 29 september - 5 november 1862) en het "Army of the Mississippi" (Leger van de Mississippi, 4 januari - 12 januari 1863), was echter maar een kort leven beschoren; daarom wordt de naam traditioneel geassocieerd met het korps dat van 13 maart 1862 tot 24 maart 1864 deel uitmaakte van het "Army of the Potomac" (Leger van de Potomac) en het "Army of Virginia" (Leger van Virginia).

## Tijdslijn bevelvoerders Ie Korps
| Leger               | Bevelvoerder                                     | Start             | Einde             |
| ------------------- | ------------------------------------------------ | ----------------- | ----------------- |
| Army of the Potomac | Brigadegeneraal Irvin McDowell                   | 13 maart 1862     | 4 april 1862      |
| Army of Virginia    | Brigadegeneraal Irvin McDowell                   | 26 juni 1862      | 5 september 1862  |
| Army of Virginia    | Brigadegeneraal James B. Ricketts                | 6 september 1862  | 6 september 1862  |
| Army of Virginia    | Generaal-majoor Joseph Hooker                    | 6 september 1862  | 12 september 1862 |
| Army of the Potomac | Generaal-majoor Joseph Hooker                    | 12 september 1862 | 17 september 1862 |
| Army of the Potomac | Brigadegeneraal George G. Meade                  | 17 september 1862 | 29 september 1862 |
| Army of the Potomac | Brigadegeneraal/Generaal-majoor John F. Reynolds | 29 september 1862 | 2 januari 1863    |
| Army of the Potomac | Brigadegeneraal James S. Wadsworth               | 2 januari 1863    | 4 januari 1863    |
| Army of the Potomac | Generaal-majoor John F. Reynolds                 | 4 januari 1863    | 1 maart 1863      |
| Army of the Potomac | Brigadegeneraal James S. Wadsworth               | 1 maart 1863      | 9 maart 1863      |
| Army of the Potomac | Generaal-majoor John F. Reynolds                 | 9 maart 1863      | 1 juli 1863       |
| Army of the Potomac | Generaal-majoor Abner Doubleday                  | 1 juli 1863       | 2 juli 1863       |
| Army of the Potomac | Generaal-majoor John Newton                      | 2 juli 1863       | 12 maart 1864     |
| Army of the Potomac | Brigadegeneraal James S. Wadsworth               | 12 maart 1864     | 14 maart 1864     |
| Army of the Potomac | Generaal-majoor John Newton                      | 14 maart 1864     | 24 maart 1864     |

Gedurende de tijd dat het Korps was ingedeeld bij het Army of Virginia werd het binnen dat leger aangeduid als het IIIe Korps.

## Organisatie
Het Ie Legerkorps was ingedeeld in drie divisies, op hun beurt verder verdeeld over twee (1e en 2e divisie) of drie (3e divisie) infanteriebrigades. Daarnaast had de korpscommandant ook een enkele gecentraliseerde artilleriebrigade te zijner beschikking.